# Futebol australiano
O futebol australiano, também chamado de Aussie Rules, é um desporto largamente praticado na Austrália, onde, juntamente com o rugby league, é o desporto mais popular do país. Trata-se de um desporto de contato originado em Melbourne no século XIX. A principal competição é a Australian Football League (AFL).

## História
Em 1877, no estado de Victoria, foi organizada a Victorian Football Association com 12 equipas e em 1897, também no mesmo estado, foi criada a Victorian Football League com 8 equipas. Com a adesão de equipas de outros estados em 1989 foi criada a Australian Football League.

## Regras
O jogo é disputado por 2 equipes de 18 jogadores em quatro tempos de 20 minutos cronometrados começando quando o juiz  no centro do campo bate a bola com força ao chão, fazendo-a levantar podendo ser pega por qualquer uma das duas equipes (algo similar ao basquete). O jogo é praticado segurando-se a bola com a mão e batendo-a no chão a cada 15 metros.

### Bola

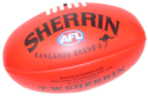
Uma bola de futebol australiano.

A bola do futebol australiano em jogos oficiais geralmente é da cor vermelha (para jogos diurnos) ou amarela (para jogos noturnos). É parecida com a bola de rugby, só que é menor e mais arredondada, tem entre 72 e 73 cm de circunferência maior por  54,5 e 55,5 cm de circunferência menor.

### Passe
Existem duas formas de se fazer o passe:
- esmurrando a bola para o outro jogador;
- chutando a bola, e caso ela não caia no chão antes de ser pega dá-se o direito de se fazer um passe sem risco de ser tocado.

### Pontuação

Campo de futebol australiano.

Os pontos são marcados chutando-se a bola entre as traves, no trajeto a bola não pode tocar em nenhum outro jogador nem no chão. Existem 2 tipos de pontos:
- Goal (6 pontos):
  - quando a bola passa entre as 2 traves centrais, tendo sido chutada e não tocando em nenhum outro jogador no trajeto.
- Behind (1 ponto):
  - quando a bola passa entre as 2 traves laterais esquerdas ou direitas; ou
  - se a bola acertar as traves centrais; ou
  - se qualquer jogador fizer a bola passar entre as traves centrais tocando-a com qualquer parte do corpo que não seja o pé; ou ainda
  - se a bola tocar qualquer parte do corpo de um adversário, inclusive o pé, antes de passar entre os postes centrais.

Muitas vezes na forma de como os pontos são mostrados utiliza-se 3 números, por exemplo: "37 (5.7)", o primeiro número é o resultado do jogo, o segundo número foi o número de goals (6 pontos) que o time marcou, e o terceiro número é a quantidade de behinds (1 ponto) marcados.

## Posições

Posições no futebol australiano.

### Backs
- Back pocket
- Fullback
- Half-back flank
- Centre half-back

### Midfieldes
- Centre
- Wing

### Forwards
- Half-forward flank
- Centre half-forward
- forward pocket.
- full-forward

### Followers
- Ruckman
- Ruck rover
- Rover

## O futebol australiano no mundo

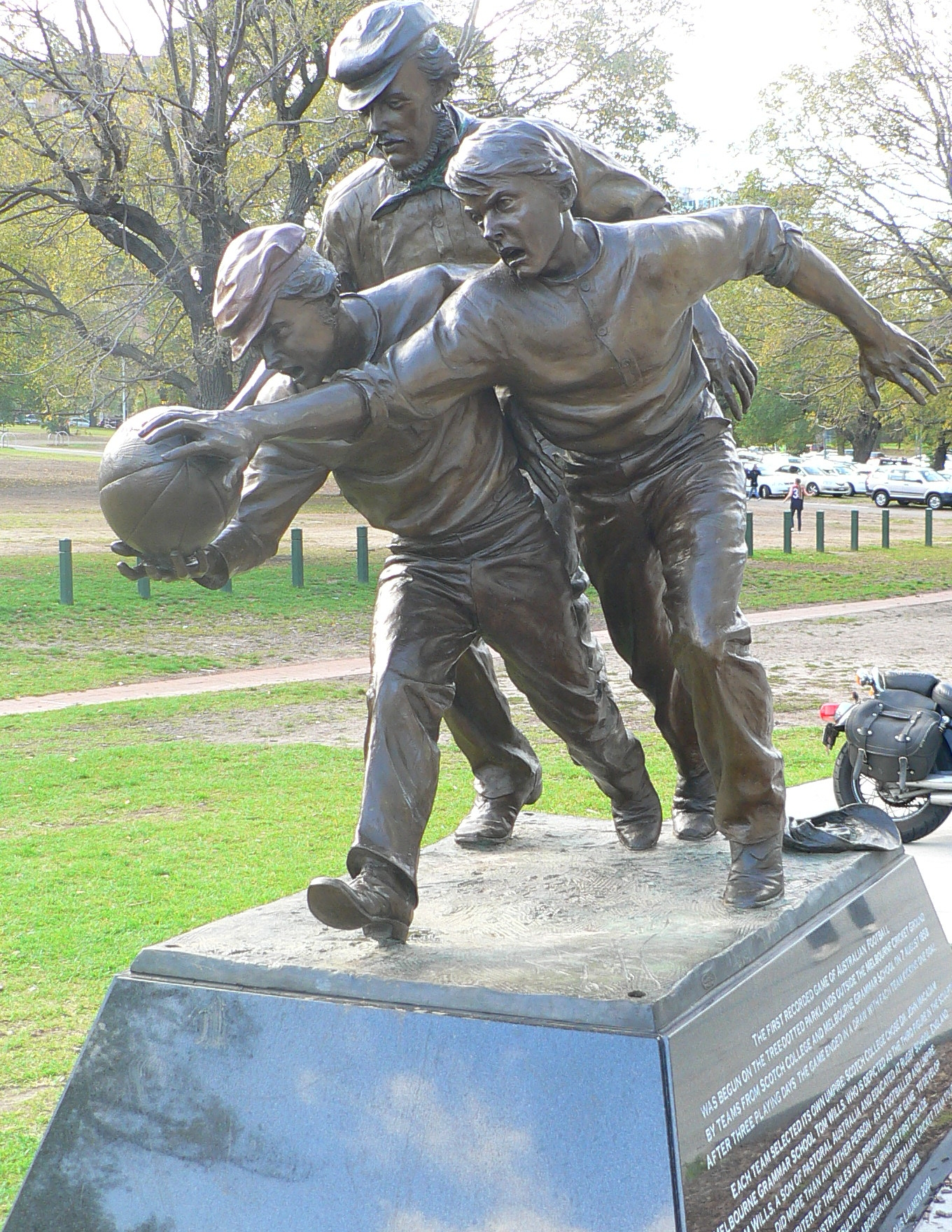
Estátua de Tom Wills, o criador do esporte, no Melbourne Cricket Ground na cidade de Melbourne na Austrália.

No final do século XIX o futebol australiano começou a ser disputado também na Nova Zelândia e na África do Sul levado a esses países por mineiros e soldados australianos. Devido a influência o esporte também é praticado em vários países da Oceania, sendo que em alguns é o esporte principal. Atualmente é praticado em todos os continentes, sendo que na maioria é praticado em forma amadora (apenas na Oceania o esporte é bastante popular), porém nos últimos anos tem crescendo em popularidade principalmente com a criação da Copa Internacional de Futebol Australiano, que é disputada a cada 4 anos.

### Nos países lusófonos

#### Brasil
O futebol australiano é jogado no Brasil desde 2009, no entanto, qualquer grande competição está em grande parte adormecida. A seleção brasileira disputou partidas contra equipes da Argentina e do Chile. No entando atualmente algumas competiçoes da modalidade são exibidas no Star Plus no Brasil. O que pode possibilitar maior interesse da modalidade no Brasil.
Brasil é uma das naçoes que fazem parte da Federaçao Internacional de Futebol Australiano AFI. Junto com outras 28 naçoes. Fazem parte também, Albania, Argentina,  Chile, El Salvador, Grecia, Haiti, Indonesia, Irlanda, Israel, Italia, Libano, Macedonia, Malau, Malta, México, Holanda, Nova Zelandia, Oromia, Philipinas, Polonia, Samoa,  Africa do Sul, Sudao do Sul, Espanha, Suíça, Tonga, Turquia, Vietnam e Gales.

#### Portugal
Há um clube de futebol australiano ativo em Portugal, o Lisbon Dockers. Em 2016, a Eurocopa foi realizada em Lisboa.

#### Timor-Leste
A seleção nacional timorense, o East Timor Crocs, competiu na Copa Internacional desde 2011.

## Australian Football League
A Australian Football League (ou AFL) é a principal competição de futebol australiano da Austrália.